# Julius Oiboh
Julius Oiboh (sinh ngày 25 tháng 11 năm 1990) là một cầu thủ bóng đá người Nigeria hiện tại thi đấu cho Boeung Ket. Anh từng thi đấu cho Navy.